# Cymbopetalum aequale
Cymbopetalum aequale är en kirimojaväxtart som beskrevs av Nancy A. Murray. Cymbopetalum aequale ingår i släktet Cymbopetalum, och familjen kirimojaväxter. Inga underarter finns listade i Catalogue of Life.